# Alex van Warmerdam
Pour les articles homonymes, voir Warmerdam.
Alex van Warmerdam est un  réalisateur, peintre, scénariste, acteur et romancier néerlandais né le 14 août 1952 à Haarlem aux  Pays-Bas.

## Biographie
À l'âge de 5-6 ans, Alex van Warmerdam souhaite devenir artiste peintre. En 1974, il sort diplômé de l'académie Gerrit Rietveld d'Amsterdam en graphisme et peinture, mais il s'oriente rapidement vers le théâtre.
Il écrit d'abord deux scénarios de courts métrages pour la troupe Hauser Orkater. En 1979 avec elle, il se fait connaître avec Regarder les hommes tomber (Zie de Mannen vallen) qui, en 1980, est sacré meilleur spectacle étranger à Paris. À partir de 1980, il met en scène onze pièces de théâtre avec la compagnie de comédiens et de musiciens Le chien mexicain (De mexicaans hond) dont Les Frères, Granit, La Loi de Huismans.
En 1986 sort son premier long-métrage, Abel. Ses films les plus remarqués sont Les Habitants (1992) et La robe, et l'effet qu'elle produit sur les femmes qui la portent et les hommes qui la regardent (1996) — une robe, faite par un couturier, éveille d'étranges désirs chez la première femme qui la porte ; elle passera, avec son charme mystérieux, à deux autres femmes qui susciteront des désirs imprévus en la portant, ensuite à une vagabonde.

## Publications
- De Hand van een Vremde, roman, éditions Thomas Rap
- Théâtre, éditions Thomas Rap

## Filmographie
- 1986 : Abel
- 1992 : Les Habitants (De Noorderlingen)
- 1996 : La Robe, et l'effet qu'elle produit sur les femmes qui la portent et les hommes qui la regardent (De jurk)
- 1998 : Le P'tit Tony (Kleine Teun)
- 2003 : Grimm
- 2007 : Waiter ! (Ober)
- 2009 : Les Derniers Jours d'Emma Blank (De laatste dagen van Emma Blank)
- 2013 : Borgman
- 2015 : La Peau de Bax
- 2021 : Nr. 10

## Récompenses et distinctions
- 1995 : Prix Bernhard Theaterprijs pour l'ensemble de son œuvre filmée
- 1998 : Lion de bronze pour sa contribution au cinéma néerlandais
- 1999 : Meilleurs films néerlandais du siècle, au Top 100 du Dutsh festival
- 2010 : Prix Johannes Vermeer pour l'ensemble de son œuvre (cinématographique, théâtrale, littéraire, plastique)